# Wiru (peuple)
Les Wiru forment un groupe ethnique de Papouasie-Nouvelle-Guinée, vivant dans la province des Hautes-Terres méridionales, dans une région où prédomine la savane et la forêt secondaire, dans des reliefs ondulés compris entre 1 200 et 1 650 m d'altitude. 

## Description
Ils cultivent dans des jardins patate douce, igname, taro, hibiscus, canne à sucre et banane, et font l'élevage de porcs en vue de fêtes où ceux-ci seront tués. Avant l'arrivée des missionnaires occidentaux dans les années 1950, un calendrier cyclique d'abattage de ces animaux réglait la vie de la communauté par des rites religieux,. 
Ils parlent le wiru. La fabrication de sculptures plates anthropomorphiques en rotin (timbuwara (en), récemment traduit en « esprit de la chair gardien des portes ») à partir de rotin est un de leurs rituels.
Il n'y a pas de tabou local lié aux règles féminines.
Une légende prétend que leurs ancêtres étaient significativement plus grands que la population actuelle, et que leur os peuvent être trouvés sur les sommets entre la chaîne Soaru (en) et la confluence des rivières Polu and Tua (en).